# Dry-Hiding-Effekt
Der Dry-Hiding-Effekt (engl.: Trocken-Deck-Effekt) ist ein Effekt aus der Lackformulierung. Er beschreibt die Erhöhung des Deckvermögens einer Beschichtung während der Trocknung aufgrund in ihr enthaltener Füllstoffe.

## Beschreibung
In typischen Lackformulierungen wird zumeist unterhalb der kritischen Pigment-Volumen-Konzentration (KPVK) gearbeitet, das heißt die Pigment- und Füllstoffoberflächen sind vollständig vom umgebenden Lacksystem belegt. Oberhalb der KPVK sind die Pigmentoberflächen nicht mehr vollständig belegt. Neben der Grenzfläche zwischen Pigment und Bindemittel gibt es also oberhalb der KPVK auch Grenzflächen zwischen Pigment und Luft.
Der Unterschied der Brechungsindices (n) von Titandioxid (n = 2,7 (Rutil); n = 2,5 (Anatas)) und der Bindemittelmatrix (typischerweise n = 1,5) ist hoch genug, um Streuung zu erzeugen, die verantwortlich für die weiße Erscheinung ist. Der Brechungsindex von typischen Füllstoffen wie Bariumsulfat (n = 1,64) ist niedriger, so dass diese Substanzen als transparent erscheinen, wenn sie vollständig umhüllt sind. Der Unterschied zwischen den Brechungsindices typischer Füllstoffe und dem von Luft (n = 1) ist deutlich größer, so dass die Füllstoffe als Weißpigment wirken.
Da im frisch applizierten System noch keine Grenzfläche zu Luft, sondern zu Wasser (n = 1,33) bzw. Lösemittel (n = 1,3–1,5) besteht, sind diese Systeme im nassen Zustand oft noch transparent, werden aber während der Trocknung zunehmend deckender. Dieser Sachverhalt erklärt auch die Bezeichnung Dry-Hiding-Effekt.

## Beispiele
Damit Innendispersionsfarben möglichst porös und dampfdiffusionsoffen auftrocknen, wird eine Formulierung oberhalb der KPVK gewählt. Bei einfachen Qualitäten wird aus Kostengründen meist versucht, die Zugabe von Titandioxid zu minimieren. Um dennoch eine deckende Beschichtungen zu erhalten, werden mehr billige Füllstoffe beigesetzt, deren Deckvermögen erst nach Abtrocknung der Farbe wirksam wird (Dry-Hiding-Effekt). Meist wird zudem der Bindemittelgehalt reduziert, um mehr Grenzflächen zwischen Füllstoff und Luft zu erhalten und den Effekt auf diese Weise zu verstärken.
Hochwertige Innenwandfarben verwenden einen höheren Anteil an Titandioxid und erscheinen daher bereits nass deckend.
Trotz vieler hervorragender Eigenschaften wird Kalkfarbe heute seltener eingesetzt, da selbst angemischte Kalkfarbe in mehreren dünnen Schichten aufgetragen werden muss und bis zur Trocknung zunächst fast völlig transparent erscheint. Da reine Kalkfarben auf einen gut durchnässten Untergrund aufgetragen werden sollen, dauert es entsprechend lange, bis das Deckvermögen und das Erscheinungsbild der Farbe abgeschätzt werden können. Im Handel werden jedoch Kalk- und Kalkkaseinfarben angeboten, denen zusätzliche Bindemittel und Pigmente sowie Füllstoffe beigesetzt werden, welche die Verarbeitung erleichtern und den Dry-Hiding-Effekt reduzieren.